# Tenuinaclia oberthueri
Tenuinaclia oberthueri là một loài bướm đêm thuộc phân họ Arctiinae, họ Erebidae.